# Luiz Borracha
Luiz Borracha, właśc. Luiz Gonzaga de Moura (ur. 1 listopada 1920 w Lavras – zm. 20 kwietnia 1993 w Rio de Janeiro) – piłkarz brazylijski, występujący podczas kariery na pozycji bramkarza.

## Kariera klubowa
Piłkarską karierę Luiz Borracha rozpoczął w klubie Minas w 1938 roku. W 1942 roku przeszedł do CR Flamengo. Podczas tego okresu Luiz Borracha wygrał z Flamengo trzykrotnie mistrzostwo stanu Rio de Janeiro – Campeonato Carioca w 1942, 1943 i 1944 roku. Później występował w innych klubach z Rio de Janeiro - Bangu AC (1949–1951) i São Cristóvão (1951–1952). Karierę zakończył w wenezuelskim klubie Atlético Nacional w 1954 roku.

## Kariera reprezentacyjna
W reprezentacji Brazylii Luiz Borracha zadebiutował 10 lutego 1946 w meczu z reprezentacją Argentyny podczas Copa América, na którym Brazylia zajęła drugie miejsce. Było to jego jedyne spotkanie w tym turnieju. W 1947 roku zdobył z Brazylią Copa Rio Branco 1947 po pokonaniu Urugwaju.
Ostatni raz w reprezentacji Luiz Borracha wystąpił 11 kwietnia 1948 w przegranym 2-4 meczu z reprezentacją Urugwaju, którego stawką było Copa Rio Branco 1948. Ogółem Luiz Borracha wystąpił w reprezentacji w 4 spotkaniach.